# Rajmund Golla
Rajmund Golla (auch Raimund Golla) ist ein ehemaliger deutsch-polnischer Handballspieler.
1993 wechselte der in Polen geborene Torwart aus Bad Marienberg zum Bundesligisten VfL Fredenbeck. Er gehörte in der Saison 1993/94 zum VfL-Aufgebot, verpasste mit der Mannschaft jedoch den Bundesliga-Verbleib.
Von 2005 bis 2008 spielte Golla für den Oberligisten DJK Waldbüttelbrunn und danach beim TSV 2000 Rothenburg.